# Otto Jungmair
Otto Franz Josef Jungmair (* 6. April 1889 in Molln; † 4. Oktober 1974 in Linz) war ein österreichischer Schriftsteller und Dichter, dessen Werke hauptsächlich im oberösterreichischen mittelbairischen Dialekt geschrieben sind. Daneben beschäftigte er sich in philologischer Forschungsarbeit mit Adalbert Stifter und gab gemeinsam mit Albrecht Etz das Wörterbuch zur oberösterreichischen Volksmundart heraus.

## Leben
Er wurde in Molln im Steyrtal geboren als Sohn eines Forstmeisters, der beim Forstdienst der Grafen Lamberg arbeitete, den ehemaligen Feudalherren der Region. Er ging in Molln in die Volksschule und besuchte dann die Realschule in Linz. Die Oberrealschule absolvierte er von 1903 bis 1907 in Steyr. Dort blieb er auch nach seiner Schulzeit und wurde zunächst Buchhalter in der dortigen Waffenfabrik und später Bankangestellter. In dieser Zeit war er in seiner Freizeit schriftstellerisch tätig und veröffentlichte etwa 1930 seine Hoamatmeß. Dabei setzte er eine Familientradition fort, da schon sein Großonkel Rudolf Jungmair ein bekannter Mundartdichter gewesen war. 
Zum 2. März 1933 trat er der NSDAP bei (Mitgliedsnummer 1.452.095). Nach dem Anschluss Österreichs im Jahr 1938 konnte er nicht weiter publizieren, da er zunächst als Buchhalter für die neu gegründeten Hermann-Göring-Werke in Linz arbeitete und am 11. August 1939 von der Gestapo verhaftet wurde. Daraufhin wurde er zur „Verwahrung“ ins KZ Oranienburg/Sachsenhausen gebracht, später ins KZ Dachau. Im Jahr 1942 wurde er entlassen, aber für die Deutsche Arbeitsfront verpflichtet. So wurde er Leiter des Freizeit-Studios in Linz, wo er mit der künstlerischen Einschulung von Laiengruppen beauftragt war und weiters Referent für Volkskultur und Brauchtum war. Im Jahr 1943 musste er mehrere Schicksalsschläge hinnehmen, denn zuerst starb seine Tochter und kurze Zeit später sein Sohn als Soldat in Russland. Als die Fliegerangriffe auf Linz immer häufiger wurden, flüchtete er nach Altaussee, wo er bis zum Ende des Krieges blieb.
Nach dem Krieg konnte er wieder seinem literarischen Schaffen nachgehen und war ab 1947 endgültig als freier Schriftsteller tätig. In den 1950er und 60er Jahren erschienen zahlreiche Werke von ihm, die jedoch auch frühere vor dem Krieg entstandene und bisher unveröffentlichte Texte enthielten. Daneben widmete er sich immer mehr sprachwissenschaftlichen Studien, über den oberösterreichischen Dialekt, über Adalbert Stifter, aber auch über mittelhochdeutsche und altnordische Literatur. Er engagierte sich beim Stelzhamerbund und bei der Stifter-Gesellschaft und arbeitete an einem Wörterbuch der oberösterreichischen „Hoamatsproch“. Dieses Werk wurde allerdings erst posthum im Jahr 1978 von Albrecht Etz veröffentlicht.
Otto Jungmair war Ehrenbürger seiner Heimatgemeinde Molln und wurde 1961 zum Professor h. c. ernannt. 1965 wurde er mit dem Dichtersteinschild des 1999 wegen nationalsozialistischer Wiederbetätigung verbotenen Vereins Dichterstein Offenhausen ausgezeichnet. 1972 wurde ihm das Österreichische Ehrenkreuz für Wissenschaft und Kunst verliehen. Am 4. Oktober 1974 verstarb er 85-jährig in Linz.

## Werke

### Dialektliteratur
- D’Hoamatmeß. Ein Meßliedtext in Mundart, uraufgeführt 1930.
- Das Spiel vom Helmbrecht-Moar. Uraufgeführt 1947, gedruckt bei Welsermühl, Wels 1959 (Dialektadaption der mittelhochdeutsche Versnovelle Meier Helmbrecht).
- Stoan und Stern. Gedichte. Oberösterreichischer Landesverlag, Linz 1953.
- Legenden in oberösterreichischer Mundart. Oö. Landesverlag, Linz 1959.
- Untá dá Lind’n. Gedichte und Sprüche von Walther von der Vogelweide in moderne Mundart übertragen, OÖ. Landesverlag, Linz/Ried im Innkreis 1964.
- Allerhand Kreuzköpf aus’n Landl. Mundartgedichte, 1969.
- Gereimte Ungereimtheiten. Sammelband, 1973.

### Hochdeutsche Werke
- Wunden und Wunder. Gedichte. Oö. Landesverlag, Linz 1963 (mit einem Zyklus über Anton Bruckner und dem Traumlied Olaf Aastesons).

### Forschungsliteratur
- Oberösterreichisches Kunstleben 1851–1931. Geleitbuch des oberösterreichischen Kunstvereins anläßlich seines achtzigjährigen Bestandes. Oberösterreichischer Kunstverein, Linz 1931.
- Adalbert Stifters Linzer Jahre – ein Kalendarium. Stiasny, Graz/Wien 1958.
- Adalbert Stifter und die Schulreform in Oberösterreich nach 1848. In: Historisches Jahrbuch der Stadt Linz. Linz 1957, S. 241–319 (S. 241–280 (ooegeschichte.at [PDF]), S. 281–319 (ooegeschichte.at [PDF])).
- Wörterbuch zur oberösterreichischen Volksmundart. Gesammelt von Otto Jungmair, bearbeitet von Albrecht Etz, Stelzhamer-Bund, Linz 1978 (Neuauflage: Oberösterreichischer Landesverlag, Linz 1989, ISBN 3-85214-388-8).